# Sandusky (Michigan)

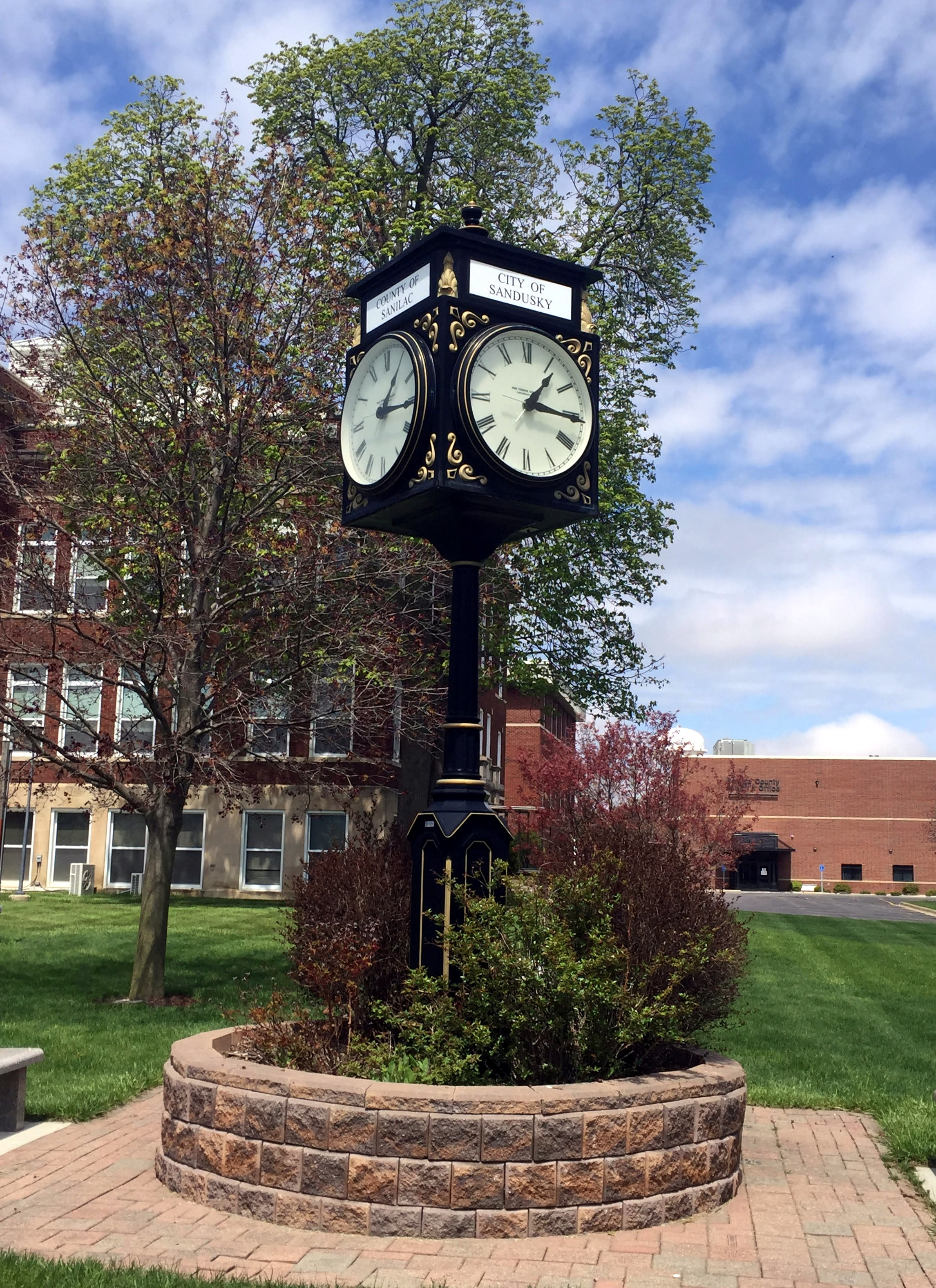
Horloge de rue, pelouse du palais de justice du comté de Sanilac

Pour les articles homonymes, voir Sandusky.
La ville de Sandusky est le siège du comté de Sanilac, dans l’État du Michigan, aux États-Unis. Sa population s’élevait à 2 679 habitants lors du recensement de 2010, estimée à 2 563 habitants en 2016.